# Ferdinand Dickel
Ferdinand Dickel (* 22. Mai 1854 in Michelbach; † 27. Juli 1917 in Darmstadt) war ein deutscher Lehrer und Entomologe.

## Leben und Werk
Ferdinand Dickel wurde am 22. Mai 1854 als Sohn des Eudorfer Lehrers Philipp Dickel in Michelbach geboren.  Von seinem Vater wurde er schon früh in die Imkerei eingeführt. 1869 wanderte sein Vater mit seinem älteren Bruder Rudolf in die USA aus. Ferdinand trat in die Fußstapfen seines Vaters, führte die Imkerei fort und wurde zunächst Lehrer in Schotten. Am 22. Januar 1879 wurde er Lehrer an der Volksschule zu Darmstadt. Bekannt wurde er in seinem Umfeld als ein sehr guter und erfolgreicher Beobachter von Bienenvölkern. Die gesammelten Erfahrungen mit den Bienenvölkern brachte ihn dazu, als Gegner der Parthenogenese aufzutreten und eine eigene Theorie zur Geschlechtsbildung zu verfassen.
Da seine Kritiker seine Theorie aufgrund seiner nicht-akademischen Laufbahn verwarfen, und auch um eine bessere Grundlage für seine Forschungsarbeit zu haben, studierte er später noch Zoologie und Chemie.
1879 heiratete er seine in den USA geborene deutschstämmige Frau und hatte mit ihr zwei Kinder. Sein Sohn Otto Dickel beschäftigte sich ebenfalls wissenschaftlich mit Bienenvölkern.
1897 übernahm Ferdinand Dickel die Redaktion der Bienenzeitung in Nördlingen und konnte innerhalb eines kurzen Zeitraums die Zahl der Abonnenten erheblich steigern. Nach dem Ende der Bienenzeitung führte er seine Mitarbeit an der hessischen Biene noch jahrelang fort. 
Ferdinand Dickel ging am 5. März 1910 als Lehrer in Darmstadt auf eigenes Nachsuchen in den Ruhestand.

## Schriften (Auswahl)
- Das Prinzip der Geschlechtsbildung, C.H. Beck, Nördlingen 1898
- Es gibt keine Parthenogenesis: Allgemeinverständliche wissenschaftliche Beweisführung, C.F.W. Fest, 1907
- Ueber die Fortpflanzungsweise und das Trieblen der Bienen, Darmstadt 1912
- Die Ursachen der geschlechtlichen Differenzierung im Bienenstaat. Ein Beitrag zur Vererbungsfrage, in: Arch. ges. Physiol. XCV. 1903., S. 66–106